# Senność (film)

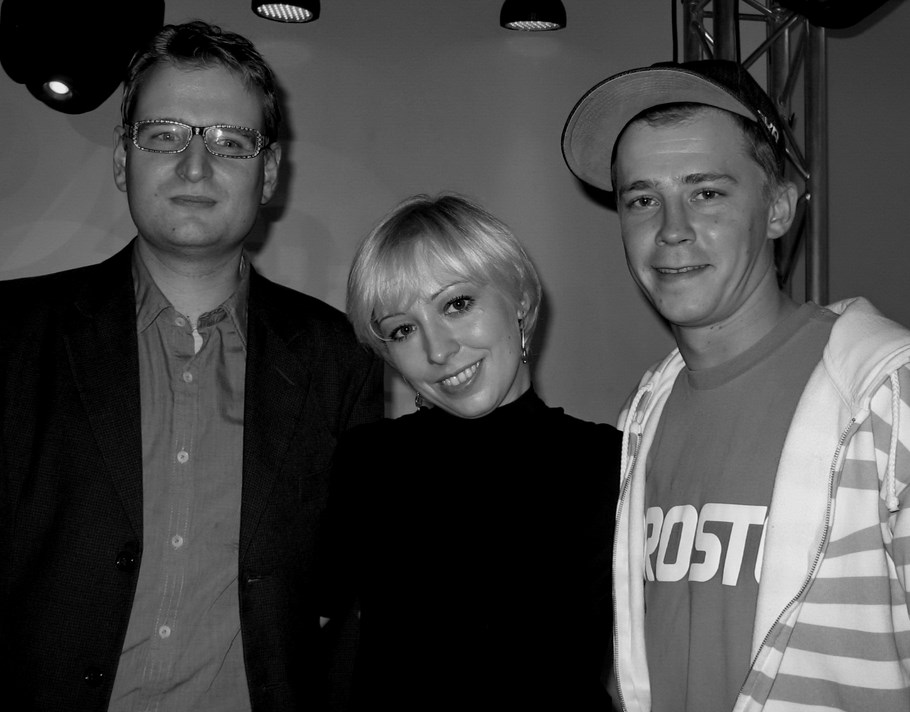
A. Konarski, M. Piekorz oraz B. Obuchowicz podczas spotkania promocyjnego filmu "Senność"

Senność – polski dramat filmowy z 2008 roku w reżyserii Magdaleny Piekorz. Premiera filmu miała miejsce na 33. Festiwalu Polskich Filmów Fabularnych w Gdyni.

## Treść
Fabuła skupia się na losach sześciorga ludzi – dwóch małżeństw oraz pary gejowskiej.
Róża jest narkoleptyczną żoną biznesmena. W przeszłości była obiecującą aktorką, jednak stan zdrowotny nie pozwala jej od dłuższego czasu opuszczać odludnie umiejscowionego domu. Kobietą targają obsesje na punkcie zdrady ze strony męża; nie wie do końca, że są w pełni słuszne.
Adam, lekarz, z wzajemnością zakochuje się w drobnym złodziejaszku – swoim sąsiedzie, nazywanym Bystry. Ten jednak boi zdeklarować się przed przyjaciółmi z dzielnicy jako homoseksualista i zaczyna ignorować Adama dla bezpieczeństwa ich obu.
Krakowski pisarz Robert popełnił poważny życiowy błąd – poślubił kobietę, której nigdy nie kochał. Małżeństwo z nią z roku na rok staje się coraz bardziej toksyczne, co z kolei odbiera wenę twórczą mężczyźnie. Robert dowiaduje się także, że pozostało mu kilka tygodni życia.

## Obsada
| - Małgorzata Kożuchowska – Róża - Michał Żebrowski – mąż Róży - Krzysztof Zawadzki – Robert - Joanna Pierzak – żona Roberta - Rafał Maćkowiak – Adam - Bartosz Obuchowicz – Bystry - Dorota Pomykała – matka Adama - Andrzej Grabowski – ojciec Adama - Anna Tomaszewska – teściowa Roberta - Marian Dziędziel – teść Roberta - Krzysztof Kolberger – psychiatra - Weronika Rosati – praktykantka - Mateusz Kościukiewicz – Wyrostek | - Robert Talarczyk – sąsiad Adama - Marcin Perchuć – paralotniarz - Artur Janusiak – taksówkarz - Ewa Serwa – rejestratorka - Sebastian Pawlak – lekarz - Krzysztof Orzechowski – ordynator - Elżbieta Kwinta – Hanka - Anna Wodzyńska – matka dziewczynki - Cezary Kruk – wydawca - Anna Sekudewicz – dziennikarka - Violetta Grabowska – prezenterka "Aktualności" - Anna Guzik – żona sąsiada |

## Plan zdjęciowy
Zdjęcia do filmu realizowano w okresie od 11 marca do 24 kwietnia 2008 roku. Za lokacje plenerowe twórcom posłużyły następujące plenery: Warszawa, Chorzów (m.in. ul. Drzymały, budynek ZUSu, cmentarz przy ul. Drzymały), Jeleśnia, Beskidy.

## Ścieżka dźwiękowa
Senność – ścieżka dźwiękowa z filmu ukazała się 17 października 2008 roku nakładem wytwórni muzycznej EMI.
Autorami muzyki do filmu byli Adrian Konarski, kompozytor muzyki filmowej i teatralnej oraz raper i producent muzyczny Sebastian "Rahim" Salbert, znany m.in. z występów w formacji Paktofonika. Nagrania zostały zrealizowane z udziałem Radiowej Orkiestry Symfonicznej z Warszawy. Z kolei realizacji dźwięku podjął się Rafał Paczkowski.
Wydawnictwo oraz obraz były promowane kompozycją "SinuSoida" z gościnnym udziałem Śliwki Tuitam. Do utworu został także zrealizowany teledysk zawierający fragmenty filmu.
Jako materiał dodatkowy na płycie została umieszczona muzyka pochodząca z filmu Pręgi (2004), również w reżyserii Magdaleny Piekorz.
| Lista utworów |
| --- |
| Senność 1. "Introdukcja" - 02:09 2. "Autobus" - 01:07 3. "Nie chcę zasnąć" - 00:50 4. "Paralotniarz" - 00:47 5. "Bez nadziei" - 00:48 6. "Zdrada" - 00:54 7. "Gotowanie halucynogennych ziół" (śpiew Justyna Steczkowska) – 01:23 8. "Piękne" - 00:43 9. "Zdaje się, że coś przespałem" - 00:53 10. "Bójka" - 01:07 11. "Widzisz to okno?" - 01:30 12. "Adam, wróć do mnie" - 01:03 13. "Tak, już wszystko rozumiem..." - 00:43 14. "Słowa mi się zmęczyły" - 02:03 15. "Odchodzę" - 00:57 16. "Samochód" - 00:53 17. "Afrodyzjak" - 01:22 18. "Ostatnia premiera" - 02:05 19. "Ostatni lot" - 02:04 20. "Senność" - 03:47 21. "Sinusoida (śpiew Śliwka Tuitam)" - 02:54 22. "Z czegoś muszę żyć, no nie?" - 02:30 23. "Break Dance" - 02:24 Pręgi 1. "Prolog" - 01:16 2. "Pręgi" - 02:29 3. "Muzyka uzdrawia" - 01:19 4. "Jaskinia" - 02:41 5. "Ucieczka z domu" - 01:09 6. "Wiatraczki i święte figurki" - 01:50 7. "Scena miłosna" - 02:35 8. "Ulica w deszczu" - 01:17 9. "Wyznanie miłosne" - 02:08 10. "Telefon do redakcji" - 01:09 11. "Wspomnienie ojca" - 04:02 12. "Lustro" - 02:14 13. "Napisy końcowe" - 03:14 |